# Seedorfer Küchensee
Der Seedorfer Küchensee ist ein See westlich des Schaalsees, nördlich der Ortschaft Seedorf im Kreis Herzogtum Lauenburg im deutschen Bundesland Schleswig-Holstein. Der See ist ca. 43 ha groß und bis zu 6 m tief und durch den Seedorfer Werder vom Schaalsee getrennt, in den er über einen 240 Meter langen Wasserlauf entwässert. Der See gehört zum Naturschutzgebiet Schaalsee mit Niendorfer Binnensee, Priestersee und Großzecher Küchensee, Phulsee, Seedorfer Küchensee und Umgebung.